# Mesochaete taxiforme
Mesochaete taxiforme är en bladmossart som beskrevs av William Walter Watts och Whitelegge 1902. Mesochaete taxiforme ingår i släktet Mesochaete och familjen Rhizogoniaceae. Inga underarter finns listade i Catalogue of Life.